# Rachmaninoff Glacier
Rachmaninoff Glacier är en glaciär i Antarktis. Den ligger i Västantarktis. Argentina, Chile och Storbritannien gör anspråk på området. Rachmaninoff Glacier ligger 319 meter över havet.
Terrängen runt Rachmaninoff Glacier är platt norrut, men söderut är den kuperad. Trakten är obefolkad. Det finns inga samhällen i närheten.